# Vernita Green
Vernita Green es un personaje ficticio creado por Quentin Tarantino. Está interpretada por Vivica A. Fox. Es una de los principales antagonistas de Kill Bill.

## Biografía

### Pasado
Durante un tiempo estuvo unida al Escuadrón Asesino Víbora Letal, hasta que hicieron la masacre Two Pines. Su nombre en clave fue Cabeza de Cascabel.
Después de todo, Vernita Green había creado una vida con el Dr. Bell, con quien tuvo una hija, la pequeña Nikki Bell. Vernita también se había creado otro nombre, Jeanne Bell. Ahora vivía en la ciudad de Pasadena, California.

### Volumen 1
Un día, la tranquilidad de su vida se ve perturbada por la llegada de una mujer rubia, no basta con abrir la puerta, se da cuenta de quien es: La Novia. Las dos comienzan a luchar en casa con todo lo que tienen a su disposición: cuchillos, trozos de madera y objetos de adorno. La pelea se detuvo con la llegada de la pequeña Nikki.
Cuando Nikki puso un pie en la casa se muestra incrédula: fragmentos de vidrio por todas partes, trozos de cerámica y muebles destrozados. Se preguntaba quién era esa mujer rubia. La Novia prometió a Vernita que no iba a matarla antes de que su hija Nikki se fuera.
Vernita propone entonces a la Novia de enfrentar esa misma noche en un pequeño campo de béisbol, la mujer toma el sector de los cereales de Nikki con el pretexto de prepararlos para comer a través de la caja y le dispara con una pistola, pero falló el tiro que pega en la pared a la izquierda, y la Novia luego le arrojó la daga asesinando a Vernita, ante los ojos de Nikki atónita y horrorizada.
La Novia le dijo a la pequeña que cuando ella quiera su venganza, ella estará lista.

### Volumen 2
Se vio con detalle lo ocurrido en la masacre. Se observa a Vernita en la masacre de Two Pines, como entraba con sus compañeros a producir una masacre en la capilla donde se preparaba el enlace de La Novia y su prometido. Todos murieron menos La Novia, que estuvo en coma durante cuatro años. Cuatro años después, cuando despertara mataría a Vernita y a los demás asesinos. 